# Lijst van voetbalinterlands Anguilla - Suriname (vrouwen)
Deze lijst van voetbalinterlands is een overzicht van alle officiële voetbalinterlands tussen de nationale vrouwenteams van Anguilla en Suriname. De landen hebben tot nu toe één keer tegen elkaar gespeeld. 

## Wedstrijden
| № | Plaats     | Datum            | Competitie           | Wedstrijd           | Uitslag |
| - | ---------- | ---------------- | -------------------- | ------------------- | ------- |
| 1 | Paramaribo | 22 februari 2022 | WK 2023 kwalificatie | Suriname − Anguilla | 5 − 0   |

## Samenvatting
| Competitie      | Totaal gespeeld | Winst Anguilla | Gelijk | Winst Suriname | Doelsaldo Anguilla – Suriname |
| --------------- | --------------- | -------------- | ------ | -------------- | ----------------------------- |
| WK kwalificatie | 1               | 0              | 0      | 1              | 0 − 5                         |
| Totaal          | 1               | 0              | 0      | 1              | 0 − 5                         |

AFA · A-internationals · Anguillaans mannenelftal
· 2004 – 2009 · 2010 – 2019 · 2020 – 2029
Amerikaanse Maagdeneilanden ·
Antigua en Barbuda ·
Aruba ·
Barbados · 
Britse Maagdeneilanden ·
Cuba ·
Curaçao ·
Dominicaanse Republiek ·
Grenada ·
Kaaimaneilanden ·
Mexico ·
Puerto Rico ·
Saint Kitts en Nevis ·
Suriname